# سهم‌خواری
سهم خواری یا زیرمیزی، بازپرداخت، ارجاع به خویشتن و سهم گیری، نوع ویژه‌ای از پرداخت رشوه و زیرمیزی در نظام سلامتبه شمار می‌رود.
در سهم خواری پزشکان یا سایر متخصصان این حوزه به منظور انتفاع بیشتر از بازارها و بیماران، بخشی از درآمد خود را به پرووایدرهای مرحله قبل خود پرداخت می‌نمایند تا بیمار به آن‌ها ارجاع داده شود.
با توجه به تفاوت‌های اساسی ساختار بازار پزشکان و بازارهای سنتی اقتصاد، تفاوت در تعیین قیمت‌گذاری این بازار نیز به‌طور ویژه‌ای مورد توجه قرار گرفته‌است. بررسی تفاوت‌های میان هزینه‌های نهایی پزشکان عمومی و متخصص، نشان دهنده آن است که سهم خواری به هنگام وجود تفاوت میان هزینه نهایی و قیمت‌های موجود در بازار، به وجود می‌آید.

## بازار سلامت و سهم خواری
بررسی بازارهای مختلف اقتصادی نشان می‌دهد که تقاضا برای بسیاری از کالاها و خدمات، به صورت غیر مستقیم و از طریق «عوامل» و «نمایندگان» صورت می‌گیرد. این نمایندگان در بازار سلامت، متخصصین این حوزه و علی‌الخصوص پزشکان می‌باشند. دنبال کردن منافع مالی از طریق ارجاع مصرف‌کننده به کالاها و خدمات خویشتن، مشکلات فراوانی را می‌تواند به دنبال داشته باشد که در نهایت سلامت بیماران را با خطر مواجه خواهد نمود. ارجاع به خویش، سهم خواری و سایر روش‌های تبانی میان متخصصین بخش سلامت، در اولین گام، تصمیم‌گیری صحیح بر اساس اصول پزشکی را مختل نموده و از طریق تشویق به مصرف بیش از نیاز خدمات، هزینه‌های بیماران و بیمه‌ها را به‌طور قابل توجهی افزایش می‌دهد. این موضوع در گام بعدی منجر به رقابت غیر عادلانه میان بنگاه‌ها و از رده خارج شدن بنگاه‌هایی خواهد شد که تمایلی برای به کارگیری این روش‌ها ندارند.
معامله میان پزشک و بیمار در شرایط عدم اطمینان صورت می‌گیرد. پزشک با توجه به اطلاعات بیشتری که از تجزیه تحلیل اطلاعات کسب می‌کند و نیز با توجه به ریسک‌گریزی خود بخش بیشتری از ریسک را به بیمار و بیمه منتقل نماید. بنابراین انتظار می‌رود تا تقاضای خود را برای برخی از خدمات تشخیصی و ترمیمی غیر ضرور نیز افزایش دهد.
زمانی زیرمیزی از نوع «سهم خواری» در بازار پدیدار می‌شود که قیمت دریافتی برای ارائه خدمات، از هزینة آن بیشتر باشد. این اتفاق در دو صورت حادث می‌شود؛ اول اینکه قیمت‌ها به اندازه‌ای افزایش یابد که هزینه نهایی پزشک را پوشش دهد؛ و دوم اینکه پزشک بتواند هزینه نهایی خود را با کاهش کیفیت خدمات ارائه شده کاهش دهند. با توجه به این موضوع انتظار می‌رود که در بیمه‌های اجتماعی مانند خدمات درمانی و تامین اجتماعی، بازپرداخت، امری عادی باشد.
گسترش سهم خواری (بازپرداخت) در بازار، منجر به انتقال بخشی از قدرت انحصاری متخصصین (از طریق بازپرداخت) به پزشکان عمومی شده و این موضوع نیز در بلند مدت، مشوق‌های آموزش و توجه پزشکان به افزایش تخصص خود را با مشکل مواجه می‌سازد.

## سهم‌خواری در ایالات متحده
این موقعیت در ایالات متحده به‌طور کامل مشخص نیست. طبق نظر انجمن جهانی پزشکان، کد AMA عنوان می‌کند که پرداخت توسط یک پزشک یا پرداخت به یک پزشک منحصراً بخاطر ارجاع یک بیمار، فرایندی غیراخلاقی است. پذیرفتن هر نوع مبلغی به هر شکل توسط یک پزشک، از هر منبعی مثل یک شرکت دارویی یا داروساز یا یک سازنده لوازم پزشکی، به هدف ارجاع دادن یک بیمار به آن منبع مشمول این موضوع است. بخش دیگر این کد مشخص می‌کند که کلینیک‌ها، آزمایشگاهها، بیمارستان‌ها یا دیگر اماکن درمان پزشکی بهداشتی که بخاطر ارجاع بیماران به پزشکان پاداش می‌دهند به نوعی تقسیم سود ارجاع محسوب می‌شود و این امر غیراخلاقی است . 
در میان تعاریف اعمال و رفتار غیر حرفه‌ای این کد، "خبرنامه مجازی جامعه روانپزشکی وست هادسون "( 1997) این فرایند را اینطور ارائه می‌کند : ارجاع، پرداخت یا دریافت هزینه برای ارجاع یک بیمار یا سهیم کردن هر شخصی در دریافتی‌های خودتان و اجازه دادن به او برای انجام این کار، آن هم در شرایطی که مستقیماً تحت نظارت شما خدمات مناسبی را ارائه نکرده‌است. با این حال، احتمال بروز این اقدام یا هرچیزی شبیه آن وجود دارد. در کتاب" پزشکی، پول و اخلاقیات : تضاد منافع پزشکان" اثر مارک رودوین، فرم‌هایی از تقسیم هزینه و پرداخت کمیسیون برای ارجاع‌ها در ایالات متحده هنوز رایج است و در نتیجه حضورشان به نوعی توسط هیئت‌ها و گروه‌های نظارت برجسته مثل انجمن پزشکی آمریکا و کمیسیون مشترک بین‌المللی یا JCI تحمل شده‌است. برطبق وب سایت رسمی شان، کمیسیون مشترک JCI هیچ دیدگاه رسمی در خصوص موضوع تقسیم هزینه منتشر نکرده‌است و در حقیقت کمیسیون مشترک تلاش برای ایجاد راهکاری در خصوص اصول اخلاق پزشکی برای بیمارستان‌های آمریکا را چندین سال متوقف کرد و در عوض ترجیح می‌دهد علی‌رغم اهمیت وسیع اخلاق پزشکی برای امنیت بیماران، بر روی حوزه‌هایی با مشکل کمتر و مرتبط به ارزیابی درمان پزشکی تمرکز کند. مشخص نیست که آیا JCI در فعالیت‌های خارج ایالات متحده، در سطح مشابهی از استانداردها عمل می‌کند یا خیر . برخی گروه‌ها در این خصوص در آمریکا چراغ سبز دریافت کرده‌اند که قابل ذکرترین آن دیدگاه رسمی مربوط به North Carolina State bar است. با این حال، گرچه در برخی موارد قوانین این مسئله تأیید شده‌است، Alabama و برخی انجمن‌های state bar تصمیم گرفته‌اند تا از قواعد state bar کارولینای شمالی جدا شوند و به‌طور رسمی برخلاف این قانون عمل کنند .

## سهم‌خواری در انگلستان
تقسیم سود و اقدامات مشابه در فعالیت‌های پزشکی انگلستان به صراحت امری غیرقابل قبول در نظر گرفته شده‌است . این اقدام غیر اخلاقی است و می‌توان مجرمین را تحت نظم و قانون درآورد و حتی مجوز پزشکی آن‌ها را باطل کرد .

## سهم‌خواری در دیگر کشورها
تقسیم سود در حرفه پزشکی به شیوه‌های گوناگون در مناطقی مثل مالتا، مالزی، سنگاپور، تایلند و هندوستان موضوعی مطرح است.

## افرادی که علیه نظام سهم‌خواری فعالیت می‌کنند
دکتر Akash S Rajpal CEO از مرکز Ecohealth هندوستان علیه این نظام غیراخلاقی تقسیم سود ارجاع فعالیت می‌کند . او به شدت معتقد است که این سیستم به‌طور مصنوعی باعث افزایش یافتن قیمت و هزینه خدمات بهداشتی حداقل تا 30 % می‌شود و باعث سوء رفتار و نقص عمده طب و همچنین تجویز آزمایش‌ها و درمان‌های غیرضروری برای بیمار می‌شود .